# 善定寺池

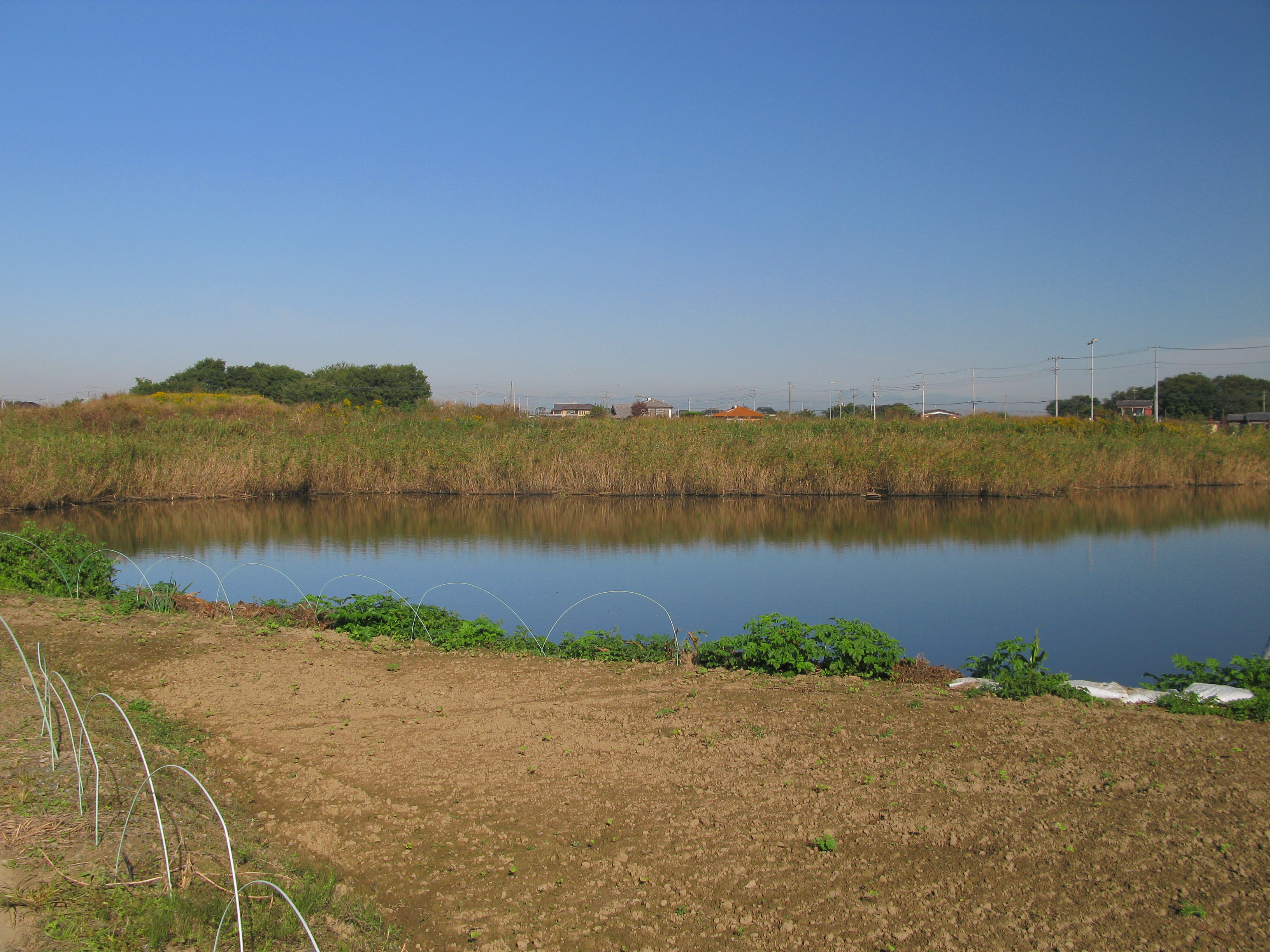
善定寺池（2011年11月）

善定寺池（ぜんていじいけ）は埼玉県加須市琴寄（大利根地域）に所在する池である。

## 概要
ほぼ自然のままの姿が残されている。池の周囲は現在、土地区画整理地区であり、開発が進んでいる。南西に善定寺（ぜんじょうじ）が所在する。また善定寺池の北方には才谷ヶ池が所在している。池の周囲は南側のみ至近を通行できるが、東側は大通りから見渡すことができる。池には釣り場が設けられている。池の水は主に雨水・地下水などにより保水されている。水深は4mほどあり、地下水脈に通じていると推察されている。
善定寺池の所在する場所は、かつての利根川旧流路の一つである浅間川の左岸堤防が1742年（寛宝2年）に決壊した際に発生した落ち堀の地点である。この浅間川はかつての埼玉郡（後の北埼玉郡）と葛飾郡（後の北葛飾郡）の境界を成していた河川であったため、浅間川が締め切られた後も流路跡が郡境を成していた。
善定寺池にまつわる伝承として、「夜になると大きな鯉が化け、近所に蕎麦を食しに行く。ある日、捕った鯉をさばくと中から蕎麦が出てきた。」というものがある。

## 所在地
- 〒349-1133
- 埼玉県加須市琴寄字後川の一